# 1731
1731 је била проста година.

## Рођења

### Фебруар
- 16. фебруар — Марчело Бакијарели, италијански барокни сликар. († 1818)

### Август
- 10. октобар — Хенри Кевендиш, енглески научник. (†1810).

## Смрти

### Април
- 24. април — Данијел Дефо, енглески писац и новинар.